# Königssee
Der Königssee ist ein Gebirgssee in der Gemeinde Schönau am Königssee im Landkreis Berchtesgadener Land. Eingebettet zwischen den steilen Berghängen von Watzmann und Hagengebirge hat der langgestreckte See zusammen mit dem südöstlich vorgelagerten kleineren Obersee – um den das Steinerne Meer den Talabschluss bildet – einen fjordartigen Charakter. Er gehört zu den saubersten Seen Deutschlands.
Der Großteil des Königssees liegt im Nationalpark Berchtesgaden. Eigentümer ist der Freistaat Bayern. Der See zählt mit (Stand: 2014) 580.000 Besuchern der von der Bayerischen Seenschifffahrt betriebenen Schifffahrt zu den touristischen Hauptattraktionen in der Landkreisteilregion Berchtesgadener Land.
Mit Wirkung vom 30. Juni 2021 wurden die Gumpen am Königsbach-Wasserfall oberhalb des Königssees vom Landratsamt Berchtesgadener Land für die Dauer von fünf Jahren für jegliches Betreten gesperrt. Grund ist die Schädigung der Tier- und Pflanzenwelt durch die aufgrund der Popularität dieser Örtlichkeit in sozialen Medien sehr stark angestiegenen Besucherzahlen.

## Name des Sees
Bei dem Historiker A. Helm heißt es an einer Stelle nur lapidar, dass der Name „Königssee“ schon lange gebräuchlich sei und sich von dem in den See mündenden „Königsbach“ ableite.
Da vom 12. bis 15. Jahrhundert keine Akten bzw. Heberegister im Zusammenhang mit der Fischerei am Königssee angelegt wurden, gibt es für diese Zeit auch keine beurkundeten Bezeichnungen für den See. Erst ab dem 15. Jahrhundert sind in den Heberegistern Bezeichnungen des Sees als „Chunysee“ oder „Kunysee“ (BHSA, FB 643) nachweisbar.
Walter Brugger geht davon aus, dass es bei den in der Region mit „König“ beginnenden Ortsnamen „keinerlei Begründungen für das Wort König“ gibt, sondern sie sich von dem Mitbegründer des Berchtesgadener Klosterstiftes Kuno bzw. Chuno von Horburg, dem Stief- oder Halbbruder von Berengar I. von Sulzbach, ableiten. So hieß z. B. der „Königsbach“ im 12. Jahrhundert „Counispach“ bzw. „der Bach des Chuno“, dessen Name sich später über „Künigspach“ zu dem heutigen Königsbach weiter entwickelt hat. Das Gleiche gilt entsprechend u. a. auch für den Königssee oder den ihn umgebenden Königsberg im Forst Königssee. Darüber hinaus gilt laut Alfred Spiegel-Schmidt Kuno von Horburg als Stifter der am 24. August (Bartholomäustag) 1134 eingeweihten Basilica Chunigesse. 1698 wurde diese Kapelle abgebrochen und anschließend in Gestalt des heute bekannten Kuppelbaus der Wallfahrtskirche St. Bartholomä neu errichtet. Aber bereits wegen einer im Zusammenhang mit dem Weihedatum des Vorgänger-Kirchenbaus „gestifteten Reliquie des Hl. Bartholomäus“ wurde der See zeitweilig auch Bärtlmesee (1662) bzw. Bartholomäsee genannt.
Etwa seit Ende des 19. Jahrhunderts wird der See durchgängig in der Schreibweise mit zwei „s“ (erstes s ist ein Fugen-s) als „Königssee“ bezeichnet.

## Geographie

### Entstehung
Der heutige Königssee liegt in einem tektonischen Grabenbruch, der vermutlich bereits im ausgehenden Jura entstand. Während der Eiszeiten wurde das Becken vom Königsseegletscher mehrere hundert Meter tief ausgeschürft, lediglich der widerstandsfähige Dachsteinkalk im Bereich der heutigen Ortschaft Königssee wurde zwar geschliffen, nicht aber großvolumig abgetragen. Während seines Höchststandes muss das Eis den Talboden etwa 900 Meter hoch bedeckt haben, wie eiszeitliche Seitenmoränen im Bereich des Plateaus von Kühroint unterhalb des Watzmann zeigen. Nach dem Rückzug des Gletschers blieb der See zurück und die Aufschotterung begann. Da sich die Gesteine um das Seebecken herum gegenüber der Erosion deutlich widerstandsfähiger erwiesen als etwa im Wimbachtal auf der anderen Seite des Watzmanns, blieb der See mit einer Tiefe bis 190 Meter erhalten.

### Lage und Landschaft
Der See fließt durch die Königsseer Ache und Berchtesgadener Ache, welche in Österreich zur Königsseeache wird, zur Salzach ab. Im Westen öffnet sich das tief eingeschnittene Eistal, hinter dem die höchste Wand der Ostalpen, die Watzmann-Ostwand, aufragt – vom Seespiegel bis zur Süd- und Mittelspitze sind es mehr als 2100 Meter Höhendifferenz, die reine Wandhöhe beträgt knapp 1800 Meter. Am Wandfuß befindet sich die so genannte Eiskapelle, ein gewaltiger Lawinenschneerest, aus dem der Eisbach (Eisgraben) regelmäßig eine einsturzgefährdete Eisgrotte ausschmilzt. Dieser Bach hat im Laufe der Jahrtausende aus dem mitgeführten Schutt eine Halbinsel im Königssee gebildet, die rund 85 Hektar große Hirschau, auf der die alte Wallfahrtskirche St. Bartholomä und ein Jagdschlösschen mit Gasthaus stehen.
Am nördlichen Ende des Sees liegt östlich des Abflusses in die Königsseer Ache der Ortsteil (Gnotschaft) Königssee der gleichnamigen Gemarkung Königssee der Gemeinde Schönau am Königssee. Westlich der Königsseer Ache liegt die Gemarkung Schönau, mit der Gnotschaft Unterschönau am nordwestlichen Seeufer.
Der Königssee wird im äußersten Norden durch die Seeklause von der ausfließenden Königsseer Ache begrenzt. Dieses Stauwehr wurde etwa im Jahr 1560 für die Holztrift als hölzernes Bauwerk errichtet. Nachdem ein Hochwasser 1787 die Seeklause zerstört hatte, wurde sie durch ein Bauwerk aus Steinquadern ersetzt. Nach schwerer Beschädigung wurde sie abermals in den Jahren 1938 bis 1940 neu in der heute noch vorhandenen Form mit Holzbrücke für Fußgänger und schindelgedecktem Walmdach errichtet. Nachdem die Holztrift 1970 endete, dient die Seeklause nur noch der Abfluss- und Seeregulierung, um das Gewässer für die Seeschifffahrt auf konstanter Höhe zu halten. Das Bauwerk hat eine eigene Hausnummer, An der Seeklause 25, und ist denkmalgeschützt unter Akten-Nr. D-1-72-132-105 des Bayerischen Landesamts für Denkmalpflege.

Ebenfalls im nördlichen Seeteil befindet sich mit Christlieger die einzige Insel des Königssees. Am Südende des Sees, im Talschluss, liegt die Saletalm (auch Sallet geschrieben), dort mündet auch der Saletbach vom Obersee her ein. Die beiden Seen sind wahrscheinlich nicht erst durch einen Bergsturz im Mittelalter (vermutlich 1172 n. Chr.) getrennt worden. Zwei Endmoränenwälle des Königsseegletschers zwischen den beiden Gewässern lassen vielmehr vermuten, dass Ober- und Königssee niemals eine Einheit gebildet haben.
Gegenüber der Halbinsel St. Bartholomä befindet sich das Reitl ⊙, eine Wildfütterung und früherer Jagdstand von Kaiser Friedrich III.
Der See ist von den höhergelegenen Gipfeln wie dem Jenner oder dem Mooslahnerkopf gut einzusehen. Einen besonderen Blick auf St. Bartholomä mit der im Hintergrund aufragenden Watzmann-Ostwand bietet der Feuerpalven an der Gotzenalm. Weitere bekannte Aussichtspunkte sind das Halsköpfl im Süden, die Archenkanzel unter dem Kleinen Watzmann, und der Aussichtspunkt an der Rabenwand. Die Ansicht des Königssees vom Malerwinkel hat das klassische Bild vom See in besonderer Weise geprägt. Von hier sieht man den See, der im Hintergrund vom markanten Felshorn der Schönfeldspitze (2653 m) im Steinernen Meer überragt wird, mitsamt dem Kirchlein von St. Bartholomä auf der Eisbachhalbinsel in seiner ganzen Länge.
Der Königssee und St. Bartholomä landeten 2015 auf Platz 12 der TOP 100 Sehenswürdigkeiten in Deutschland.

## Erschließung und Nutzung

### Schifffahrt

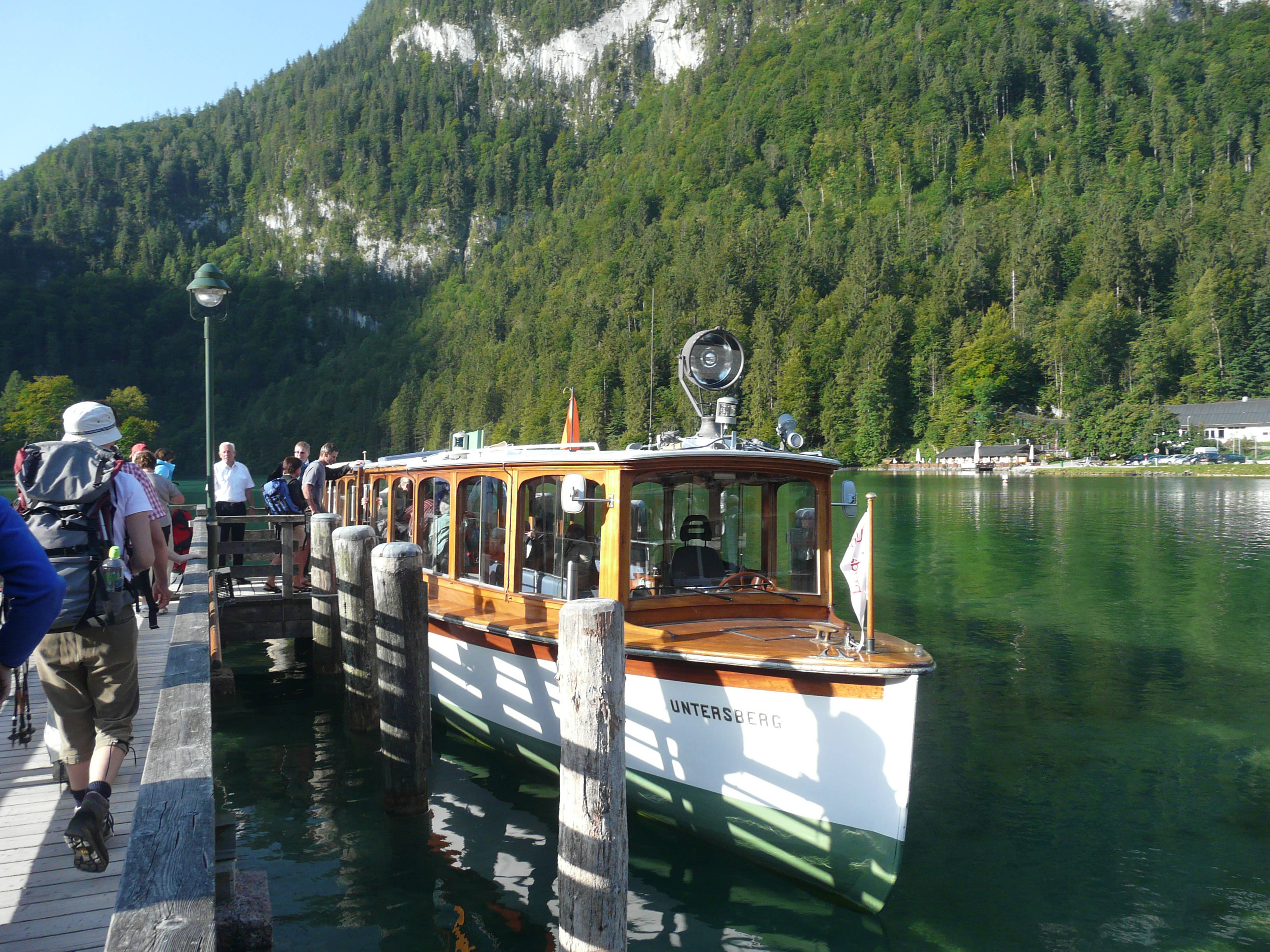
Am Bootssteg der Seelände in Königssee

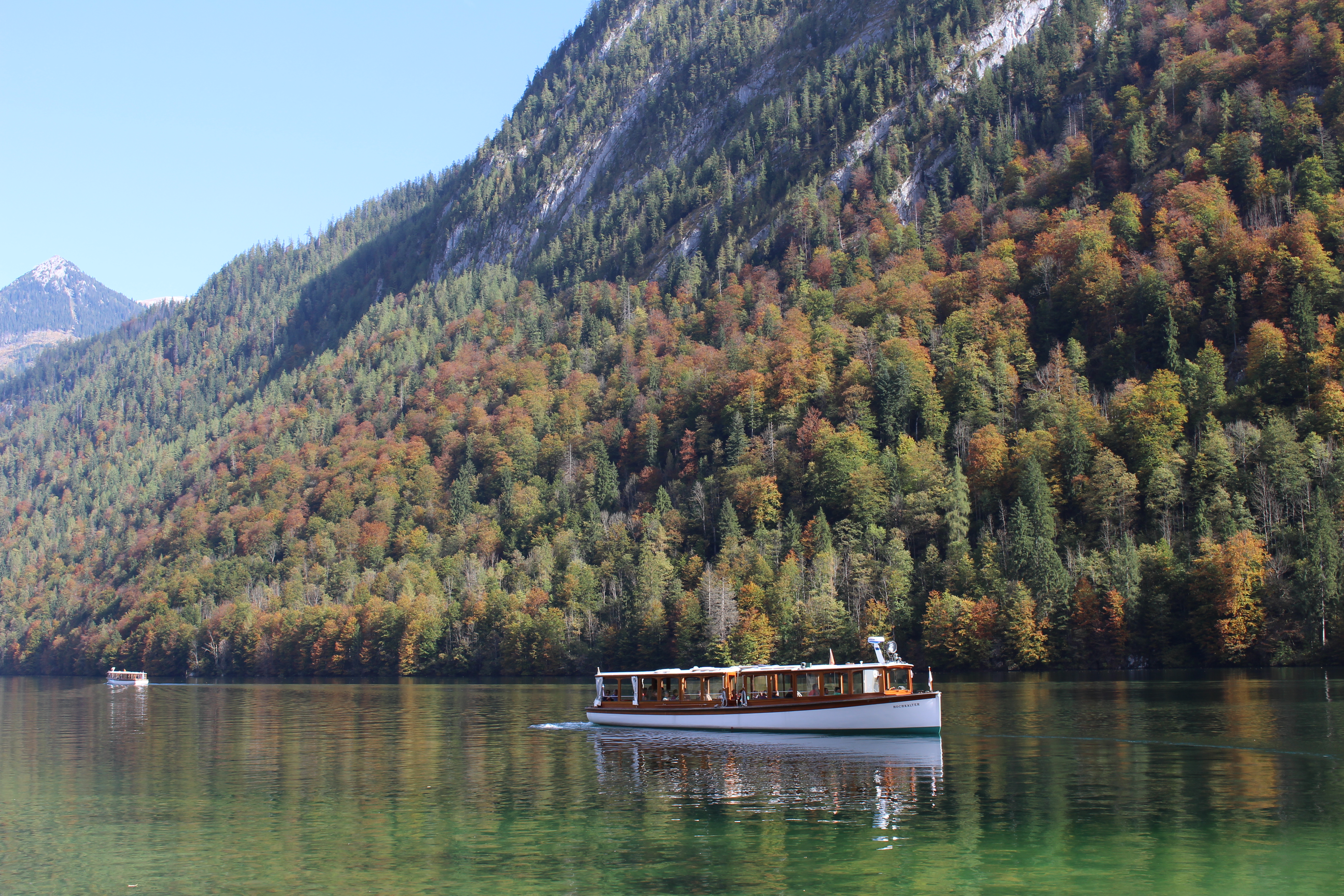
Elektroschiffe im Einsatz

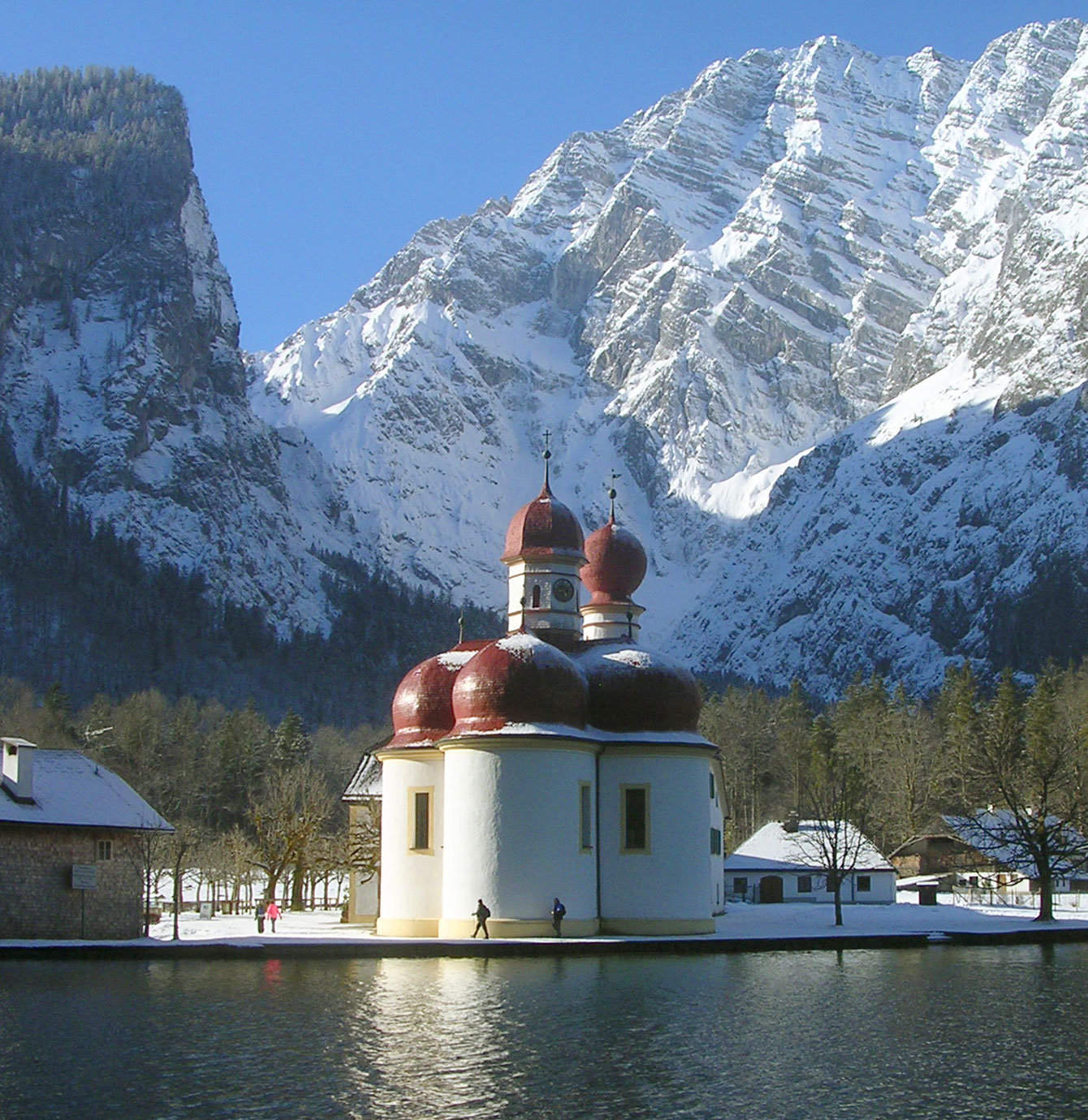
St. Bartholomä mit Watzmann-Ostwand

Bereits im 18. Jahrhundert begann die Personenschifffahrt auf dem Königssee; mit Ruderbooten beförderten die Einheimischen Reisende, Tiere und Waren zu verschiedenen Stellen des Sees. Dampfschiffe und mit Petroleum betriebene Schiffe kamen nur probehalber zum Einsatz, wurden wegen ihrer Umweltprobleme jedoch nicht dauerhaft verwendet. Im 21. Jahrhundert wird der Königssee von der Bayerischen Seenschifffahrt mit 18 großen Elektromotorbooten befahren, hinzu kommt noch ein kleineres Elektroboot – das Meisterstück eines Bootsbaumeisters. Das erste Elektroboot wurde im Juli 1909 in Dienst gestellt. Bis 1998 waren die Bootsrümpfe aus Holz; die letzten drei Neubauten (1998 EMB Bischofswiesen, 2003 EMB Berchtesgaden und 2017 EMB Marktschellenberg) wurden erstmals auf Stahlrümpfe aufgesetzt.
Anlegestellen:
- Ausgangspunkt Ortsteil Königssee (Seelände) ⊙
- St. Bartholomä ⊙
- Saletalm ⊙
- Kessel, Bedarfshaltestelle ⊙

Auf etwa halber Fahrtstrecke nach St. Bartholomä wird den Gästen mit einem Flügelhorn oder einer Trompete vom Bootsführer das Echo an der Echowand demonstriert, das einfach oder selten auch zweifach zu hören ist. Früher wurde vom Schiff aus mit einem Böller geschossen und ein bis zu siebenfaches Echo erzeugt; allerdings ist das Mitführen von Schwarzpulver aus Sicherheitsgründen heute verboten.
Die Benutzung privater Boote und das Tauchen sind nicht zulässig. Es können jedoch Ruderboote bei der Schifffahrt Königssee gemietet werden.

### Wanderwege und Hütten

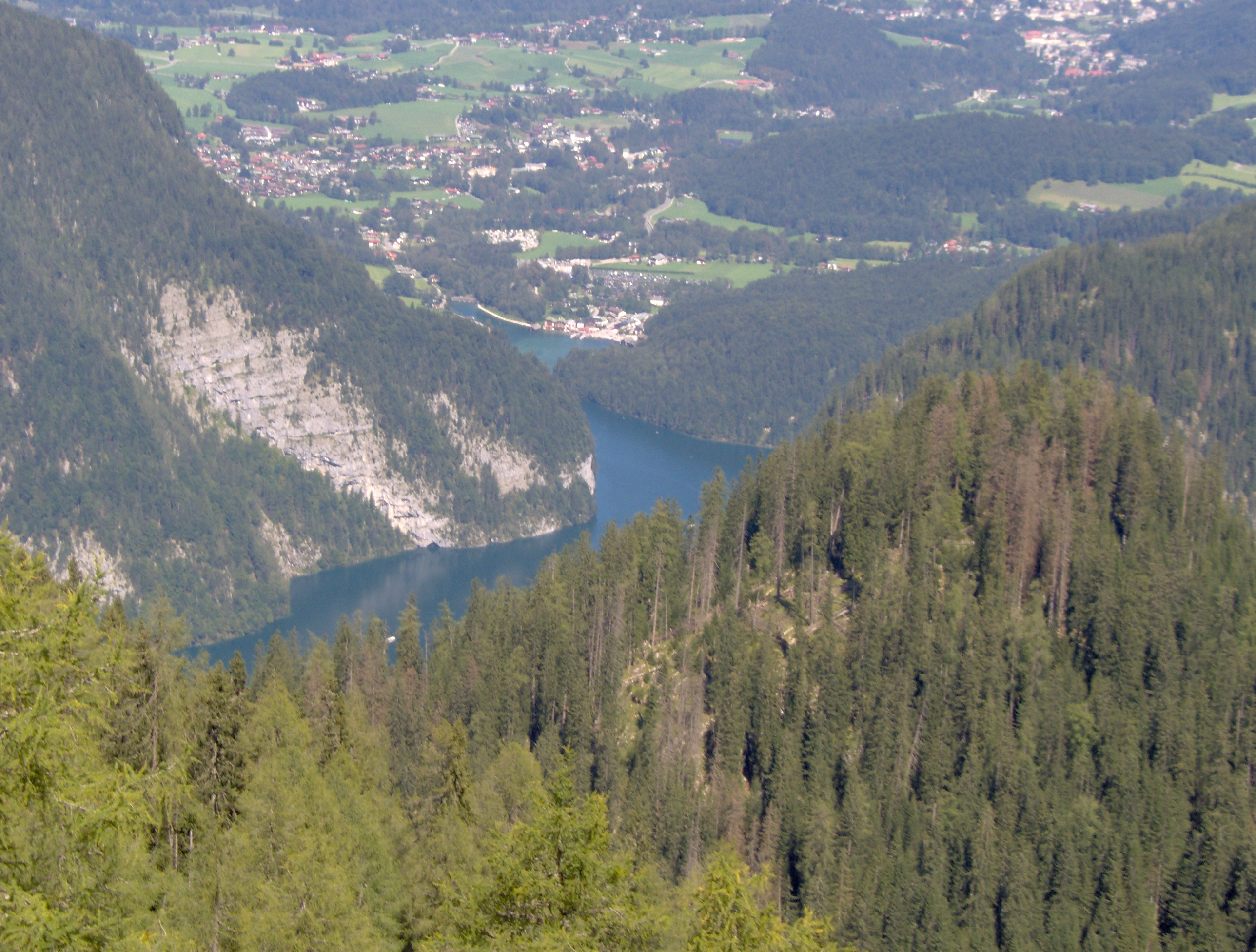
Blick auf den Königssee

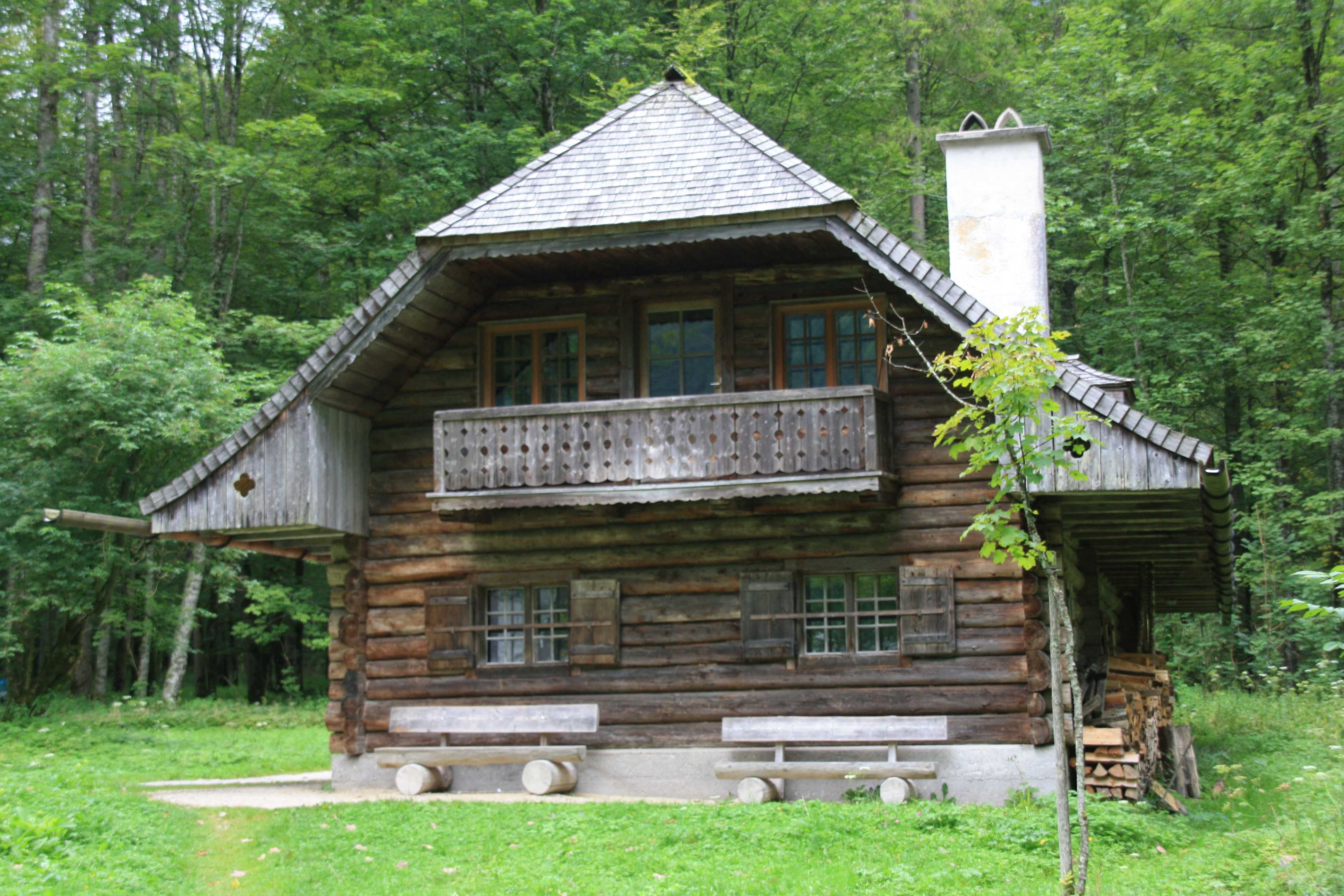
Nationalpark-Informationsstelle in St. Bartholomä

Der Königssee ist tief in das umgebende Gebirge eingeschnitten. Die ihn umgebenden Wände fallen oft übergangslos steil zum See ab. Eine Umrundung des Sees in Ufernähe ist daher nicht möglich. Die schon vom Malerwinkel bei der Ortschaft Königssee sichtbare Kapelle von St. Bartholomä auf dem Schwemmkegel des Eisbaches ist zu Fuß über verschiedene Wege zu erreichen:
- von Ramsau, Schönau oder Dorf Königssee über die privat bewirtschaftete Kührointalm (1420 m, Übernachtungsmöglichkeit) und den teils ausgesetzten und nicht ungefährlichen Rinnkendlsteig
- von Ramsau durch das Wimbachtal über die Wimbachgrieshütte, Pass Trischübel (1774 m) und die ausgesetzte Sigeretplatte.

Je nach Ausgangspunkt sollte man für diese Touren mindestens sechs Stunden Gehzeit veranschlagen.
Von St. Bartholomä führt ein Steig in rund einer Stunde ins hintere Eisbachtal zur Eiskapelle am Fuß der Watzmann-Ostwand. Dieses niedrigstgelegene ganzjährig vorhandene Schneefeld der Alpen reicht bis auf eine Höhe von 930 Metern hinunter. Am Austritt des Eisbaches bildet sich in vielen Jahren das namensgebende tonnenförmige Gewölbe, das aufgrund der Eisschlaggefahr nicht betreten werden soll. Bergsteiger, welche die Watzmann-Ostwand begehen wollen, können das Ostwandlager bei St. Bartholomä für eine einmalige Übernachtung benutzen. Alle anderen Besucher müssen spätestens mit dem letzten Boot der Königsseeschifffahrt nach Schönau zurück.
Von der hinteren Königssee-Bootsanlegestelle Salet führt ein Weg in den Oberseekessel bis zur Fischunkelalm und zum Röthbachfall. Über den Röthsteig kann man von Salet in rund drei Stunden zur Wasseralm, einer 1423 m hoch gelegenen kleinen Alpenvereinshütte, und weiter ins Steinerne Meer aufsteigen. Der am häufigsten gewählte Aufstieg von den Ufern des Königssees ins Herz dieses ausgedehntesten Gebirgsstocks der Berchtesgadener Alpen führt jedoch von St. Bartholomä über die serpentinenreiche Saugasse in gut drei Stunden zum 1630 m hoch gelegenen Kärlingerhaus am Funtensee. Die auch Funtenseehaus genannte große Schutzhütte ist alternativ von Salet aus über den stufenreichen Sagerecksteig und den idyllisch gelegenen Grünsee in rund vier Stunden zu erreichen.
Von der Bedarfshaltestelle Kessel und von Salet aus (Kaunersteig) führen zwei Anstiege hinauf ins Hagengebirge. Als alpiner Stützpunkt bietet hier die Gotzenalm (1685 m) Wanderern und Bergsteigern Unterkunft. Über aussichtsreiche Höhenwege kann man von hier entweder zur Mittelstation der Jennerbahn (Talfahrt zur Ortschaft Königssee) oder zur Wasseralm in der Röth hinüber wandern. Im Gegensatz zu den sonst recht einsamen Gegenden des Hagengebirges erfreut sich das Gebiet zwischen Jenner und Gotzentauern in den Sommermonaten bei Wanderern hoher Beliebtheit.
Als Skitouren bieten die Kleine und die Große Reibn den Tourengehern anspruchsvolle Betätigungsfelder, bei denen der Königssee auf hochgelegenen Trassen umfahren wird.

### Nutzung im Winter

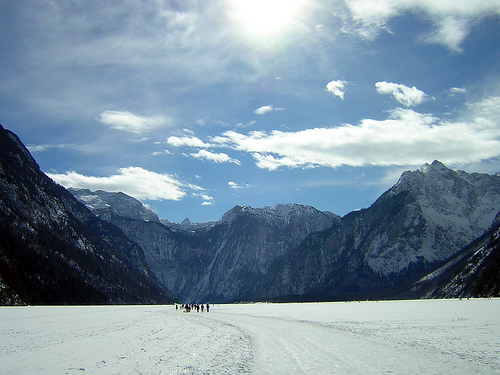
Zugefrorener Königssee im Februar 2006

Wegen seiner Größe friert der See nur in sehr kalten Wintern komplett zu, im Schnitt etwa einmal pro Jahrzehnt. Zuletzt war dies in den Monaten Januar und Februar des Jahres 2006 der Fall. Die damals bis zu 40 cm dicke Eisdecke des Königssees war an insgesamt 29 Tagen offiziell zur Begehung freigegeben. Davor wurde die Eisfläche des Königssees in den Jahren 1985, 1987 und 1997 freigegeben. Voraussetzung für ein solches Naturspektakel sind ein sehr kaltes Wetter sowie Windstille. Die Schifffahrt wird dann eingestellt. Wenn sich eine ausreichend dicke Eisdecke gebildet hat (mindestens 15 cm), wird ein Wanderweg über das Eis nach St. Bartholomä markiert und für Fußgänger, Radfahrer und Langläufer freigegeben. Der markierte Weg sollte eingehalten werden, da die westliche Seite des Sees immer eine dünnere Eisdecke aufweist als die östliche.
Am nördlichen Ufer befindet sich die Kunsteisbahn Königssee für Bob-, Rodel- und Skeleton-Sport, auf der zahlreiche Wettbewerbe wie Weltmeisterschaften, Weltcuprennen und Europameisterschaften ausgetragen wurden. Im Juli 2021 erlitt die Bahn schwere Zerstörungen durch Hochwasser.

### Almer Wallfahrt
St. Bartholomä ist alljährlich am Samstag nach dem Bartholomäustag (24. August) das Ziel der Almer Wallfahrt, bei der die Wallfahrer aus dem Pinzgau, von Maria Alm kommend, über Ramseider Scharte (Riemannhaus) und Funtensee (Kärlingerhaus) durch das Steinerne Meer hinab zum Königssee pilgern. Die Wallfahrt ist die älteste Gebirgswallfahrt Europas und geht auf das Jahr 1635 zurück. Anlass für den Beginn der Wallfahrt war die zu jener Zeit im Raum Salzburg wütende Pest. Am 23. August 1688 ertranken 70 Pilger, nachdem ihr Floß noch in der Nähe des Ablegepunktes im Reitl am St. Bartholomä gegenüberliegenden Ufer gekentert war, wie anhand eines Protokolls mit Aussagen von Überlebenden rekonstruiert werden konnte. Ursache war Fahrlässigkeit. Ein rotes Gedenkkreuz an der Falkensteiner Wand, unweit der Anlegestelle Königssee, erinnert an das Unglück, das sich tatsächlich viel weiter hinten auf dem See ereignet hat.

## Gewässerökologie

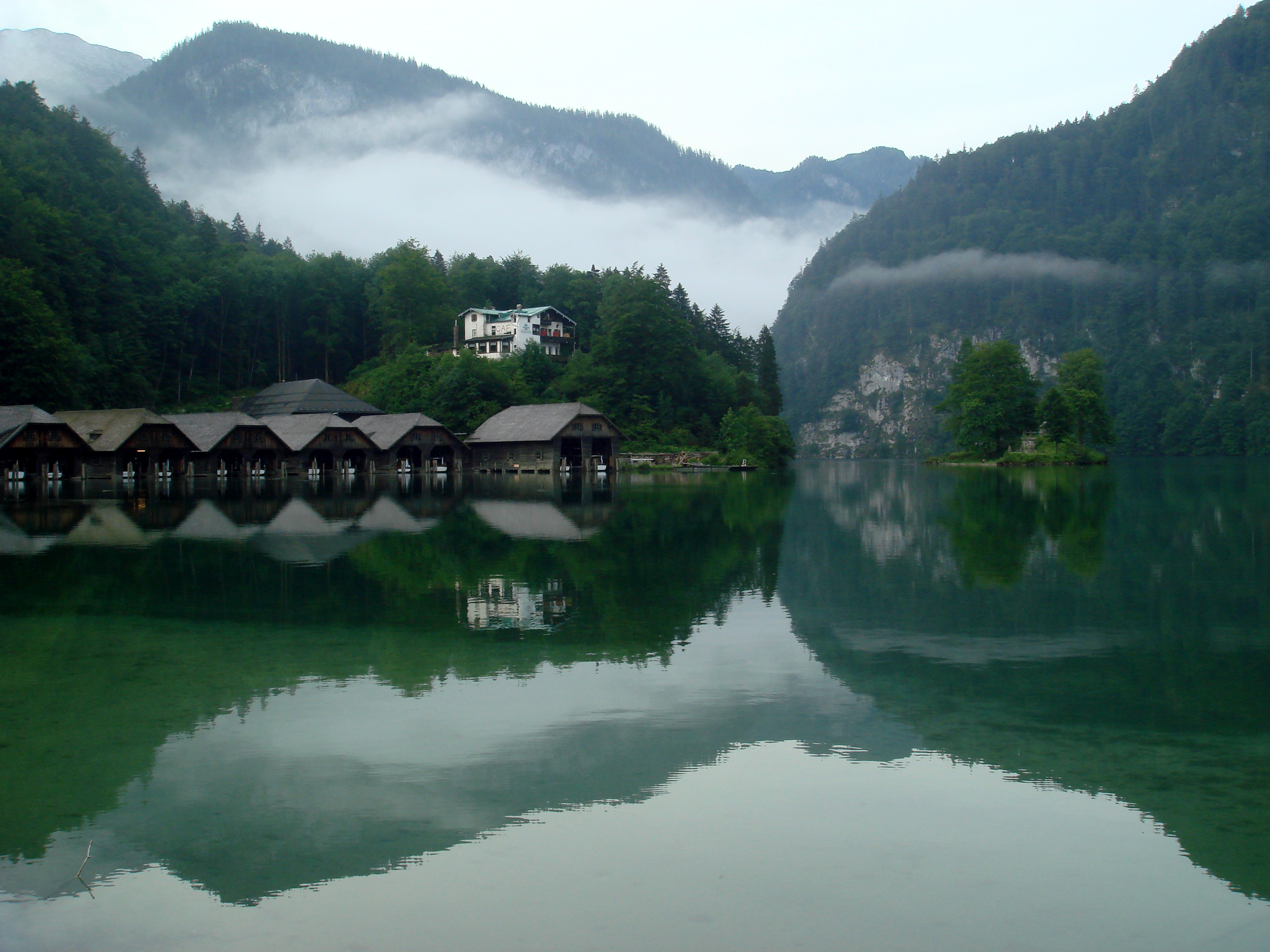
Bootshäuser, Villa Beust und die kleine Insel Christlieger am Königssee-Nordufer

Da im Einzugsbereich des Sees (136,48 km²) außer etwas Almwirtschaft keine Landwirtschaft betrieben wird, alle Ansiedlungen am See seit den 1980er Jahren an die Kanalisation angeschlossen sind und die Schifffahrt elektrisch betrieben wird, ist der ausgesprochen nährstoffarme (oligotrophe) See sehr sauber und hat Trinkwasserqualität.
Eine andere Quelle gibt die Fläche des Einzugsgebietes mit 131,36 km² an und untergliedert sie in fünf Zuflussgebiete:
- Schrainbach (50,4 km²)
- Obersee (Saletbach) (39,32 km²)
- Kesselbach (darunter sind nach der Karte auf S. 10 bzw. S. 21 auch die kleineren Reitlgraben, Fallaugraben und Brandgraben subsumiert) (15,5 km²)
- Eisgraben (14,7 km²)
- Königsbach (11,23 km²), der sich über einen Wasserfall an der Felswand in den See ergießt.

Der See ist reich an Forellen und Saiblingen und wird durch einen Berufsfischer befischt. In St. Bartholomä sind zwei besonders große Exemplare in Schaukästen ausgestellt, von denen es heißt: „Die Seeforelle wog 55 ℔, gefangen am 21. Okt. 1976 im Eiswinkel von Fischermeister Rud. Amort“ (55 ℔ entsprechen 27,5 kg.) Auf der Schautafel eines Saiblings findet sich diese Aussage: „Dißer Seibling hat gewogen 8 ℔, ist den Juli 1723 von Joseph Düxner gefangen worden“ (1723 entsprachen 8 ℔ rd. 4,5 kg).

## Sage
Eine Sage, die den Königssee zum Ausgangspunkt hat, handelt von einem Jäger namens Berchtold, der so arm war, dass er nicht die von ihm geliebte Frau heiraten konnte. Da sei ihm am Königssee Swanhilde, eine Schwanenjungfrau, bzw. eine Nixe begegnet, die ihm den Weg zu den Salzlagern im Gebirge des Berchtesgadener Lands wies. Und so wurde aus dem armen Jäger ein fleißiger und vermögender Bergmann im Salzbergwerk Berchtesgaden, der auch schon bald Hochzeit feiern konnte und dessen Name „Berchtold“ zudem als einer der möglichen Ursprünge des Ortsnamens Berchtesgaden gelten soll.

## Besonderheiten
Auf dem Grund des Königssees liegt seit Januar 1964 ein VW Käfer. Im Jahr 1998 befuhr Hans Fricke mit seinem Forschungstauchboot Jago den See und fand dabei in einer Tiefe von etwa 130 Metern das Wrack des Volkswagens aus den 1950er-Jahren. Der Käfer war im Wasser versunken, nachdem der Fahrer unerlaubterweise über den zugefrorenen See gefahren und in der Nähe der Falkensteinerwand in einen nicht zugefrorenen Bereich geraten war. Man nimmt an, dass der Fahrer ertrunken ist. Zwar war der See Anfang des 20. Jahrhunderts mehrfach für Kraftfahrzeuge befahrbar gewesen; an diesem Tag war die Überquerung jedoch nicht freigegeben. Bei seiner Entdeckung war das Fahrzeug wegen der Sauerstoffarmut in großer Wassertiefe noch in einem guten Zustand. Der Oldtimer bleibt vorläufig an Ort und Stelle, da die Lage des Königssees im Nationalpark Berchtesgaden eine Bergungsaktion verbietet.
Das Intercity-Zugpaar 2082/2083, welches täglich zwischen Hamburg und Berchtesgaden verkehrt, trägt den Namen Königssee.
In ihrem Titel Die Sennerin vom Königsee wurde der See – mit fehlendem Fugen-s – von der Band Kiz thematisiert.
Den Rekord für die Umrundung des Sees zu Fuß auf der Route Gnotschaft Königssee–Königsbachalm–Hochgschirr–Fischunkel–Salet–Schrainbachtal–St. Bartholomä–Kührointhütte–Eisarena hält der Bergläufer Stephan Tassani-Prell mit 4:54 Stunden, aufgestellt im Juli 2009.

## Verwaltung
Die Verwaltung des im Eigentum des Freistaats Bayern befindlichen Sees liegt bei der Bayerischen Verwaltung der staatlichen Schlösser, Gärten und Seen.

## Bildergalerie

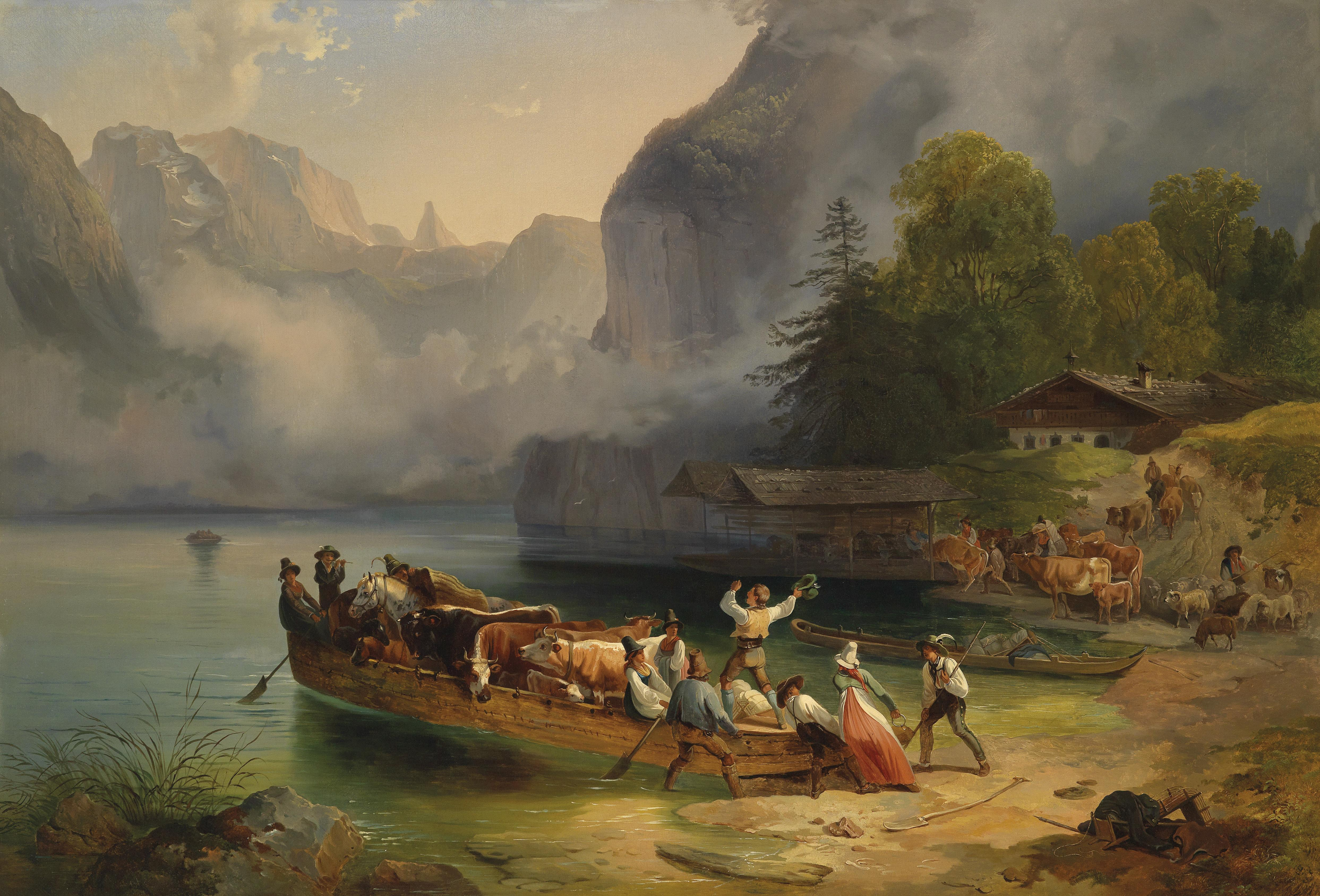
Friedrich Gauermann: Königssee am Landungsplatz, um 1840
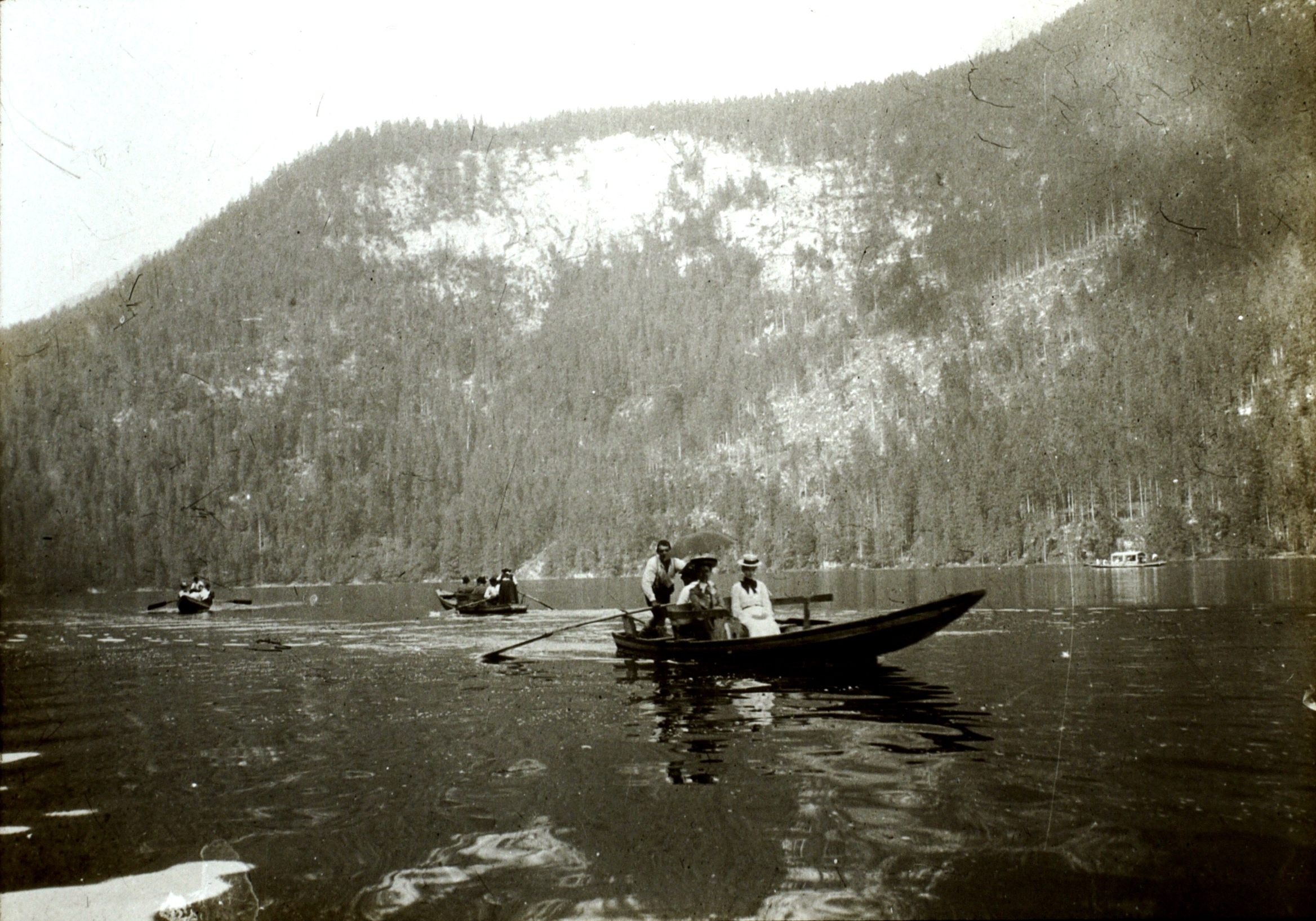
Aufnahme vom Juli 1903
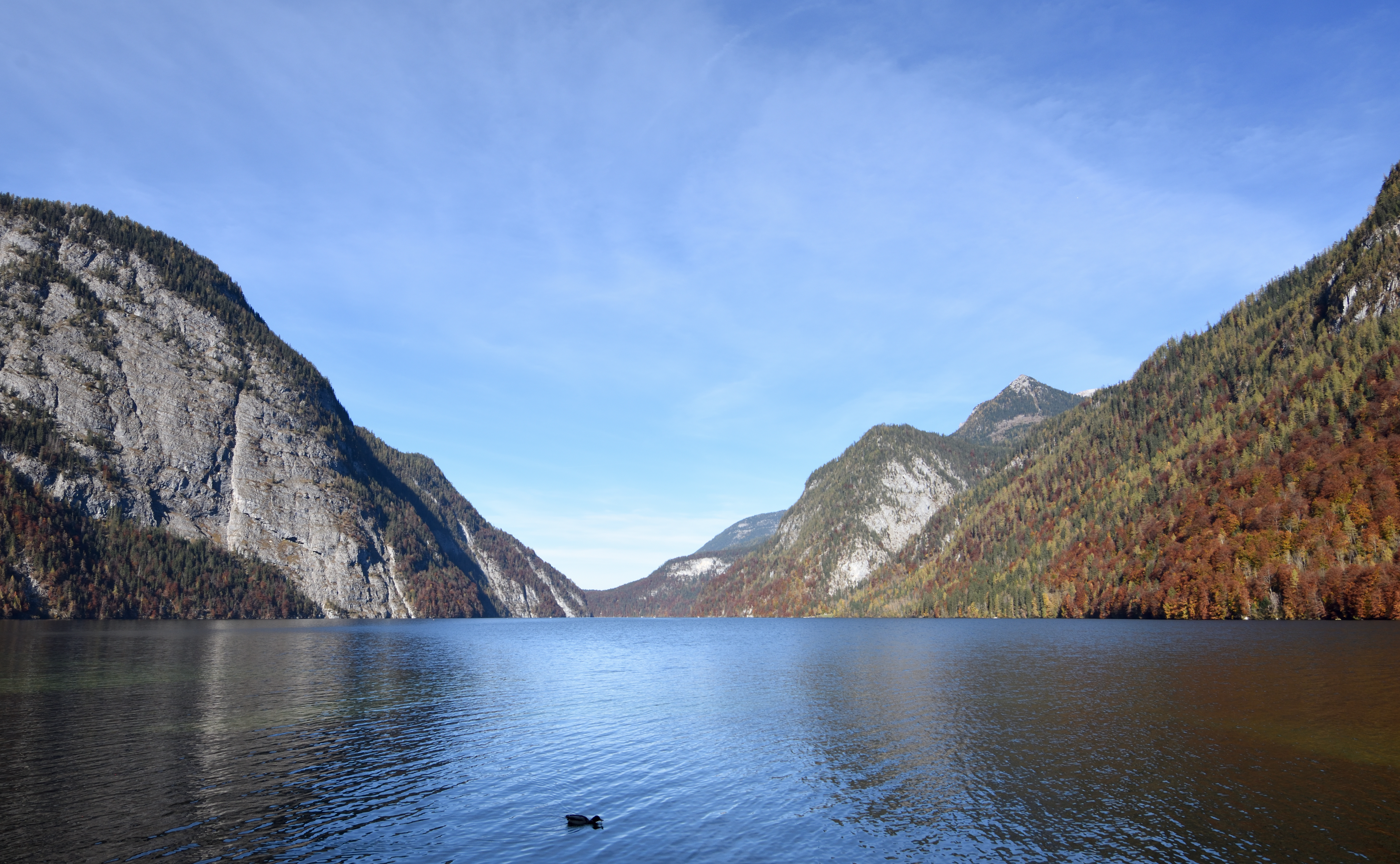
Der Königssee von St. Bartholomä talauswärts gesehen
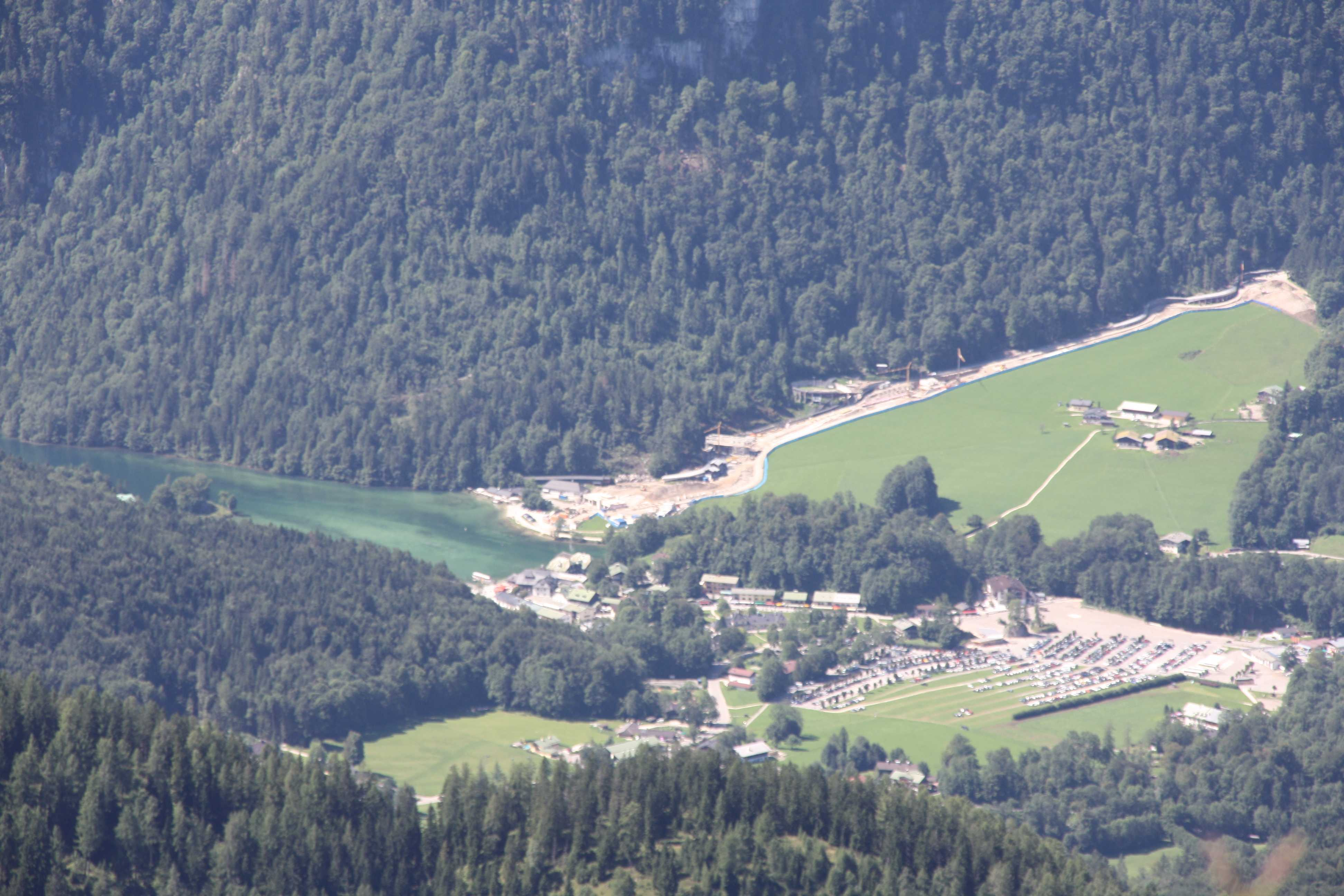
Anleger Königssee vom Kehlsteinhaus aus gesehen. Am Waldrand die Kunsteisbahn Königssee
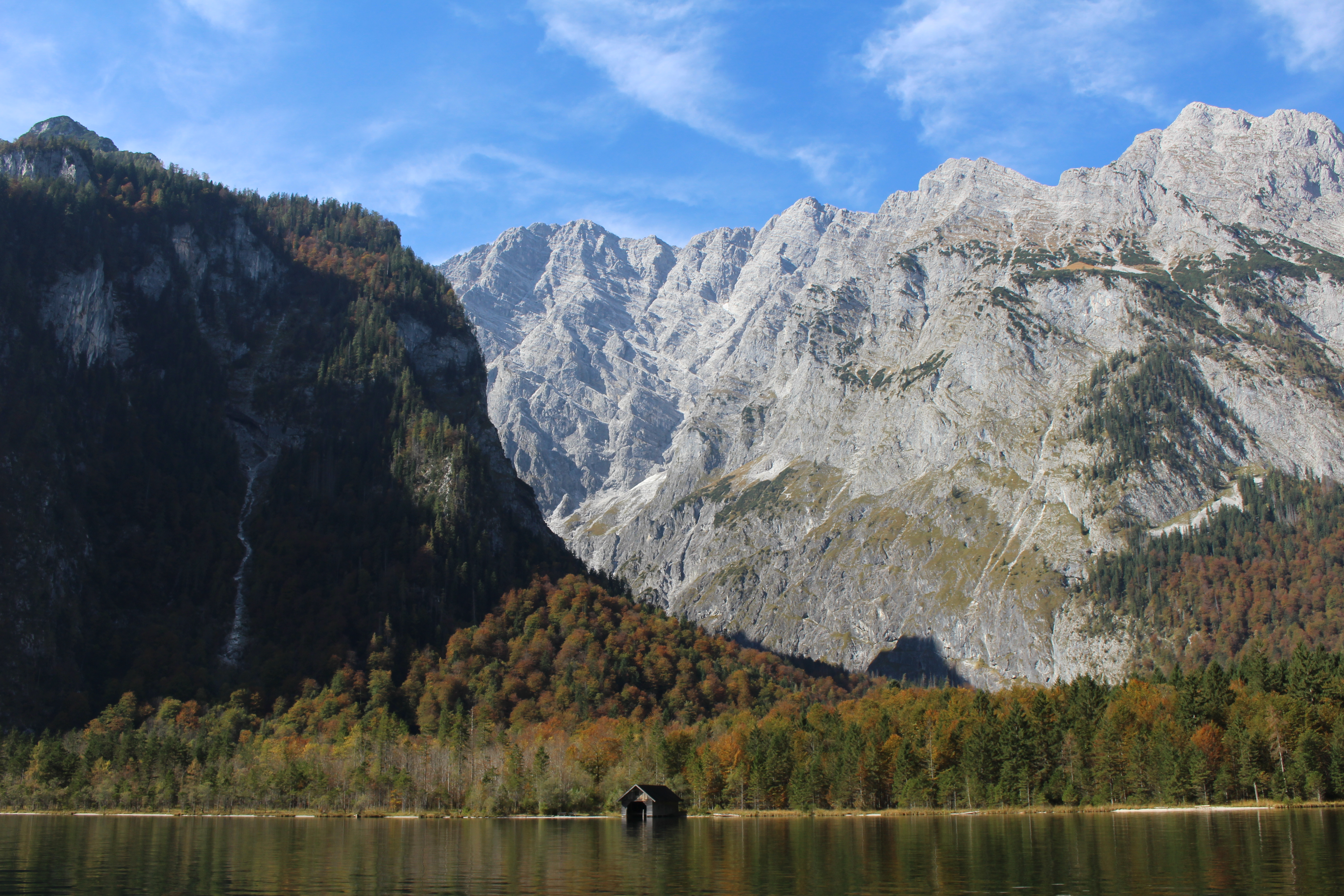
Königssee mit Watzmann-Ostwand
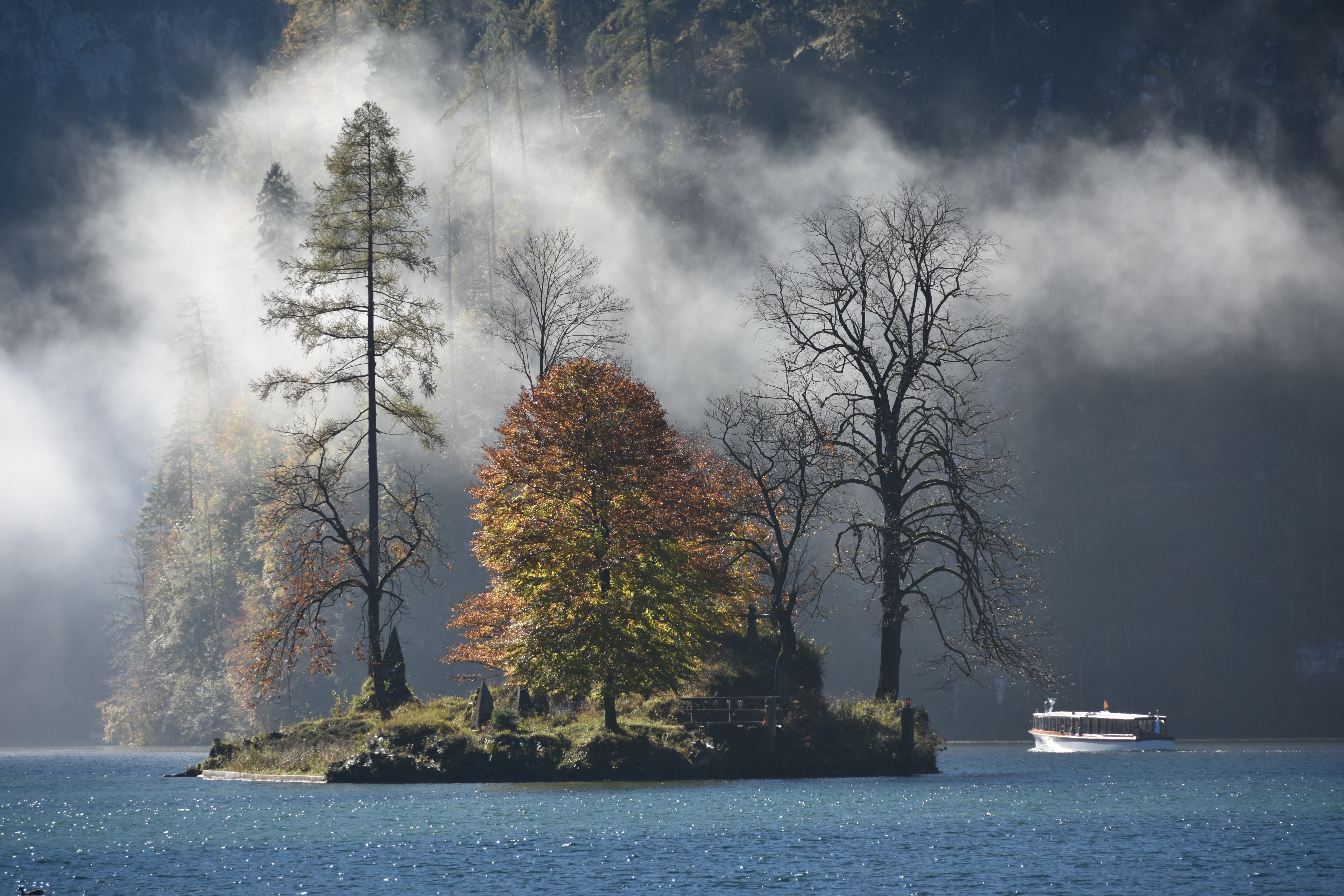
Insel Christlieger im Herbstnebel